# ヴィッジャネッロ
ヴィッジャネッロ（イタリア語: Viggianello）は、イタリア共和国バジリカータ州ポテンツァ県にある、人口約2,900人の基礎自治体（コムーネ）。

## 地理

### 位置・広がり

#### 隣接コムーネ
隣接するコムーネは以下の通り。括弧内のCSはコゼンツァ県（カラブリア州）所属を示す。
- カステッルッチョ・インフェリオーレ
- キアロモンテ
- ファルデッラ
- ライーノ・ボルゴ (CS)
- モラーノ・カーラブロ (CS)
- ロトンダ
- サン・セヴェリーノ・ルカーノ

## 行政

### 分離集落
ヴィッジャネッロには、以下の分離集落（フラツィオーネ）がある。
- Muscello, Pedali, Prastio, San Cataldo-Pantana, Santo Ianni, Scarpaleggia-Ceruzzo, Torno

## 文化・観光
「イタリアの最も美しい村」クラブ加盟コムーネである。